# 27e cérémonie des British Academy Film Awards
Pour la cérémonie des BAFTAs récompensant la télévision, voir la 21e cérémonie des British Academy Television Awards.
La 27e cérémonie des British Academy Film Awards, organisée par la British Academy of Film and Television Arts, s'est déroulée en 1974 et a récompensé les films sortis en 1973.

## Palmarès

### Meilleur film
- La Nuit américaine
  - Le Charme discret de la bourgeoisie
  - Chacal (The Day of the Jackal)
  - Ne vous retournez pas (Don't Look Now)

### Meilleur réalisateur
- François Truffaut pour La Nuit américaine
  - Luis Buñuel pour Le Charme discret de la bourgeoisie
  - Fred Zinnemann pour Chacal (The Day of the Jackal)
  - Nicolas Roeg pour Ne vous retournez pas (Don't Look Now)

### Meilleur acteur
(ex æquo)
- Walter Matthau pour le rôle de Charley Varrick dans Tuez Charley Varrick ! (Charley Varrick)
- Walter Matthau pour le rôle de Pete dans Pete 'n' Tillie
  - Marlon Brando pour le rôle de Paul dans Le Dernier Tango à Paris (Ultimo tango a Parigi)
  - Donald Sutherland pour le rôle de Jesse Veldini dans Steelyard Blues
  - Donald Sutherland pour le rôle de John Baxter dans Ne vous retournez pas (Don't Look Now)
  - Laurence Olivier pour le rôle d'Andrew Wyke dans Le Limier (Sleuth)

### Meilleure actrice
(ex æquo)
- Stéphane Audran pour le rôle de Mme Sénéchal dans Le Charme discret de la bourgeoisie
- Stéphane Audran pour le rôle d'Hélène Masson dans Juste avant la nuit
  - Julie Christie pour le rôle de Laura Baxter dans Ne vous retournez pas (Don't Look Now)
  - Glenda Jackson pour le rôle de Vicki Allessio dans Une maîtresse dans les bras, une femme sur le dos (A Touch of Class)
  - Diana Ross pour le rôle de Billie Holiday dans Lady Sings the Blues
  - Ingrid Thulin pour le rôle de Karin dans Cris et chuchotements (Viskningar och rop)

### Meilleur acteur dans un rôle secondaire
- Arthur Lowe pour le rôle de Mr. Duff / Charlie Johnson / Dr. Munda dans Le Meilleur des mondes possible (O Lucky Man!)
  - Ian Bannen pour le rôle de Kenneth Baxter dans The Offence
  - Denholm Elliott pour le rôle de Nils Krogstad dans Maison de poupée (A Doll's House)
  - Michael Lonsdale pour le rôle de Lebel dans Chacal (The Day of the Jackal)

### Meilleure actrice dans un rôle secondaire
- Valentina Cortese pour le rôle de Séverine dans La Nuit américaine
  - Delphine Seyrig pour le rôle de Colette de Montpelier dans Chacal (The Day of the Jackal)
  - Rosemary Leach pour le rôle de Mary Maclaine dans That'll Be the Day

### Meilleur scénario
- Le Charme discret de la bourgeoisie – Luis Buñuel et Jean-Claude Carrière
  - Une maîtresse dans les bras, une femme sur le dos (A Touch of Class) – Anthony Shaffer
  - Le Limier (Sleuth) – Anthony Shaffer
  - Chacal (The Day of the Jackal) – Kenneth Ross

### Meilleure direction artistique
- La Méprise (The Hireling) – Natasha Kroll
  - England Made Me – Tony Woollard
  - Fellini Roma (Roma) – Danilo Donati
  - Le Limier (Sleuth) – Ken Adam

### Meilleurs costumes
- La Méprise (The Hireling)
  - Maison de poupée (A Doll's House)
  - François et le chemin du soleil (Fratello Sole Sorella Luna)
  - Jesus Christ Superstar

### Meilleure photographie
- Ne vous retournez pas (Don't Look Now) – Anthony B. Richmond
  - Jesus Christ Superstar – Douglas Slocombe
  - Le Limier (Sleuth) – Oswald Morris
  - Voyages avec ma tante (Travels with My Aunt) – Douglas Slocombe
  - Cris et chuchotements (Viskningar och rop) – Sven Nykvist

### Meilleur montage
- Chacal (The Day of the Jackal) – Ralph Kemplen
  - Tuez Charley Varrick ! – Frank Morriss
  - Ne vous retournez pas (Don't Look Now) – Graeme Clifford
  - The National Health – Ralph Sheldon

### Meilleur son
- Jesus Christ Superstar
  - Le Charme discret de la bourgeoisie
  - Chacal (The Day of the Jackal)
  - Ne vous retournez pas (Don't Look Now)

### Meilleure musique de film
Anthony Asquith Award
- Le Meilleur des mondes possible (O Lucky Man!) – Alan Price
  - Pat Garrett et Billy le Kid (Pat Garrett & Billy the Kid) – Bob Dylan
  - Sounder – Taj Mahal
  - État de siège – Mikis Theodorakis

### Meilleur film d'animation
- Tchou Tchou
  - Balablok

### Meilleur film documentaire
Flaherty Documentary Award
- Grierson (en) – Roger Blais

### Meilleur court-métrage
The John Grierson Award
- Location North Sea
  - Acting in Turn – Robin Jackson
  - Facets of Glass
  - The Quiet Land

### Meilleur film spécialisé
- A Man's World
  - The Pastfinder
  - Who Sold you this, Then?
  - W.S.P.

### United Nations Awards
- État de siège
  - Jesus Christ Superstar
  - Sauvages (Savages)
  - Sounder

### Meilleur nouveau venu dans un rôle principal
Récompense les jeunes acteurs dans un rôle principal.
- Peter Egan pour le rôle de Cantrip dans La Méprise (The Hireling)
  - Jim Dale pour le rôle de Spike Milligan dans Adolf Hitler - My Part in His Downfall
  - Kris Kristofferson pour le rôle de William H. Bonney (Billy the Kid) dans Pat Garrett et Billy le Kid (Pat Garrett & Billy the Kid)
  - David Essex pour le rôle de Jim Maclaine dans That'll Be the Day

### Fellowship Awards
Récompense la réussite dans les différentes formes du cinéma
- David Lean

## Récompenses et nominations multiples

### Nominations multiples
Films
 7  : Chacal, Ne vous retournez pas
 5  : Le Charme discret de la bourgeoisie
 4  : Le Limier, Jesus Christ Superstar
 3  : La Nuit américaine, La Méprise
 2  : Une maîtresse dans les bras, une femme sur le dos, Cris et chuchotements, Maison de poupée, Le Meilleur des mondes possible, That'll Be the Day, Pat Garrett et Billy le Kid, Sounder, État de siège, Tuez Charley Varrick !
Personnalités
 2  : Luis Buñuel, Walter Matthau, Donald Sutherland, Stéphane Audran, Anthony Shaffer et Douglas Slocombe

### Récompenses multiples
Légende : Nombre de récompenses/Nombre de nominations
Films
 3 / 3  : La Méprise
 2 / 2  : Le Meilleur des mondes possible
 3 / 3  : La Nuit américaine
 2 / 5  : Le Charme discret de la bourgeoisie
Personnalités
 2 / 2  : Walter Matthau, François Truffaut et Stéphane Audran

### Les grands perdants
0 / 4  : Le Limier
 1 / 7  : Chacal, Ne vous retournez pas